# 혈구포자충류
혈구포자충류(血球胞子蟲類, 영어: haemospororids)는 혈구포자충목(Haemospororida 또는 Haemosporida)에 속하는 적혈구 안에서 기생하는 원생생물 목의 하나이다. 주혈포자충류(住血胞子虫類)로도 불린다.

## 하위 분류
- 가르니아과 (Garniidae)
- 하이모프로테우스과 (Haemoproteidae)
- 닭빈혈원충과 (Leucocytozoidae)
- 열원충과 (Plasmodiidae)